# Lodovico Scarfiotti

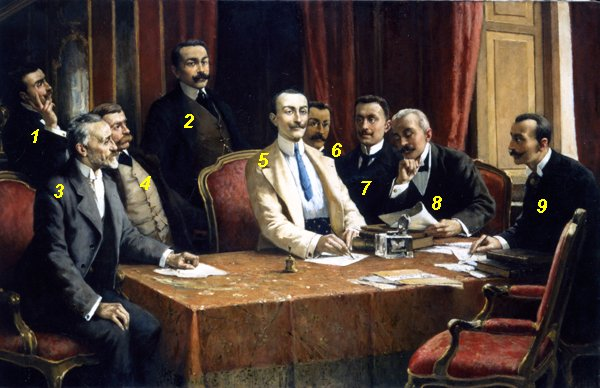
FIAT-Gründer: 1. Luigi Damevino, 2. Cesare Goria Gatti, 3. Roberto Biscaretti di Ruffia, 4. Carlo Racca, 5. Emanuele Cacherano di Bricherasio, 6. Michele Ceriana Mayneri, 7. Giovanni Agnelli, 8. Lodovico Scarfiotti, 9. Alfonso Ferrero

Lodovico Scarfiotti (* 21. Januar 1862 in Turin; † 19. Mai 1924 ebenda) war ein italienischer Jurist und Unternehmer.
Er gehörte 1899 zu den neun FIAT-Gründern und fungierte als erster Präsident des Unternehmens.

## Familie
Scarfiotti wurde 1862 in Turin als Sohn des Juristen Roberto Scarfiotti (1829–1917) und dessen Ehefrau Anna Petitti geboren. Er hatte drei jüngere Geschwister – zwei Brüder und eine Schwester.
1890 heiratete Lodovico Scarfiotti Luigia Favale (1872–1949), eine Tochter des Senators Casimiro Favale (1832–1896). Aus der Ehe gingen vier Kinder hervor: Luigi (1891–1967), Paolo (1894–1964), Maria (1897–1979) und Casimiro Miro (1898–1959).
Der erstgeborene Sohn Luigi war Ingenieur, Automobilrennfahrer und von 1934 bis 1939 Abgeordneter der Camera dei deputati del Regno d’Italia. Luigi Scarfiottis einziger Sohn war der 1968 tödlich verunglückte Automobilrennfahrer Ludovico Scarfiotti, der u. a. für Ferrari in der Formel 1 fuhr und 1966 den Großen Preis von Italien in Monza gewann.
Scarfiottis Sohn Paolo war ebenfalls Jurist, Bürgermeister von Potenza Picena und von Juli 1924 bis August 1929 Podestà. Sein Sohn war der oscarprämierte Bühnenbildner Ferdinando Scarfiotti.

## Werdegang
Scarfiotti studierte Rechtswissenschaften und diente im Militär als Offizier der Kavallerie. Seine Ehefrau erbte 1896 von ihrem Vater umfangreichen Besitz in Potenza Picena in Marken. Lodovico Scarfiotti und Luigia Favale errichteten daraufhin dort eine Villa und unterhielten einen Wohnsitz im Ort.
Am 11. Juli 1899 gründete Scarfiotti zusammen mit acht weiteren Männern in Turin die Società Anonima Fabbrica Italiana di Automobili Torino. Von 1899 bis 1908 war er erster Präsident des Unternehmens, während Giovanni Agnelli als Sekretär fungierte. 1911 wurde er zusammen mit Agnelli und anderen wegen Aktienmanipulationen angeklagt. 
Bereits 1897 war Scarfiotti Mitbegründer der Banca Popolare di Credito di Potenza Picena gewesen. 1906 gründete er außerdem zusammen mit Enrico Volpini und Giuseppe Moro die Zementfabrik Società dei Cementi in Porto Recanati. 
Von September 1920 bis April 1923 gehörte Lodovico Scarfiotti dem Stadtrat von Potenza Picena an, von August 1923 bis Mai 1924 war er Präfekturkommissar in Potenza Picena.
Am 19. Mai 1924 beging er in seinem Haus in der Via Magenta in Turin Suizid durch einen Pistolenschuss. Er wurde auf dem Cimitero monumentale di Torino beigesetzt.
Nach Scarfiottis Tod wurde ihm zu Ehren eine Straße in Potenza Picena benannt und mehrmals das Radrennen Coppa triennale Scarfiotti di ciclismo veranstaltet, an dem zahlreiche italienische Radsportgrößen teilnahmen.